# Fuscidea tenebrica
Fuscidea tenebrica är en lavart som först beskrevs av William Nylander och fick sitt nu gällande namn av Volkmar Wirth och Antonín Vězda. 
Fuscidea tenebrica ingår i släktet Fuscidea, och familjen Fuscideaceae. Enligt den finländska rödlistan är arten nära hotad i Finland. Arten är reproducerande i Sverige. Artens livsmiljö är klippor (inklusive flyttblock).